# Жигулёвское море (станция)
Жигулёвское Море — узловая железнодорожная станция Самарского региона Куйбышевской железной дороги, расположенная в Комсомольском районе города Тольятти Самарской области. Названа по разговорному наименованию Куйбышевского водохранилища, на берегу судоходного канала которого расположен Комсомольский район.
Почтовый адрес станции: Железнодорожная ул., дом 12.

## Инфраструктура
На станции имеется здание вокзала с кассами и залом ожидания, а также железнодорожная контейнерная площадка города Тольятти.
К станции примыкают подъездные пути предприятий, расположенных в Комсомольском районе города, в т. ч. железнодорожные пути Тольяттинского речного порта и элеватора.  
Конечный (с 1996 г.) остановочный пункт пригородного направления Самара — Тольятти. Ранее также остановочный пункт направления Тольятти — Жигулёвское море — Сызрань 1.

## Перевозки
Линия Сызрань 1 — Жигулёвское Море — Самара обеспечивает грузовые и пассажирские перевозки, связанные с городами Самара, Тольятти, Сызрань, Жигулёвск. Одновременно эта линия является северным обходом загруженного пути на участке Кинель — Звезда — Сызрань.
Со станции Жигулёвское море курсируют пригородные электропоезда до Самары, в том числе экспресс, и станции Отвага.
По состоянию на декабрь 2018 года вокзал отправляет и принимает следующие пассажирские поезда:

### Круглогодичное движение поездов
| № поезда | Маршрут движения   | № поезда | Маршрут движения   |
| -------- | ------------------ | -------- | ------------------ |
| 66/65    | Москва — Тольятти  | 66/65    | Тольятти — Москва  |
| 681      | Самара — Ульяновск | 682      | Ульяновск — Самара |

### Сезонное движение поездов
| № поезда | Маршрут движения    | № поезда | Маршрут движения    |
| -------- | ------------------- | -------- | ------------------- |
| 243      | Новокузнецк — Анапа | 244      | Анапа — Новокузнецк |
| 457      | Челябинск — Анапа   | 458      | Анапа — Челябинск   |
| 503      | Уфа — Анапа         | 504      | Анапа — Уфа         |
| 519      | Орск — Анапа        | 520      | Анапа — Орск        |
| 549      | Адлер — Тольятти    | 550      | Тольятти — Адлер    |

Фотогалерея
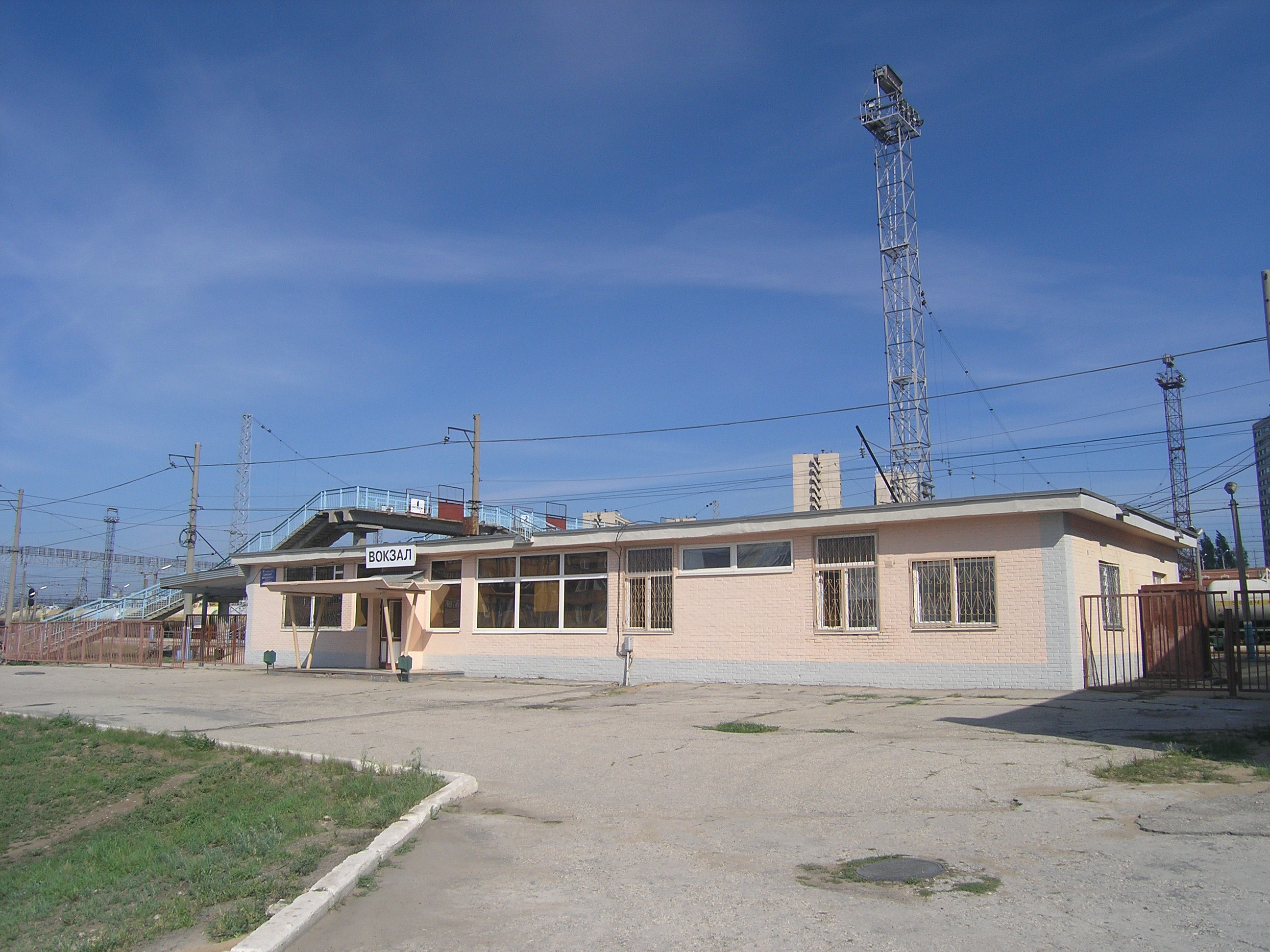
Здание вокзала
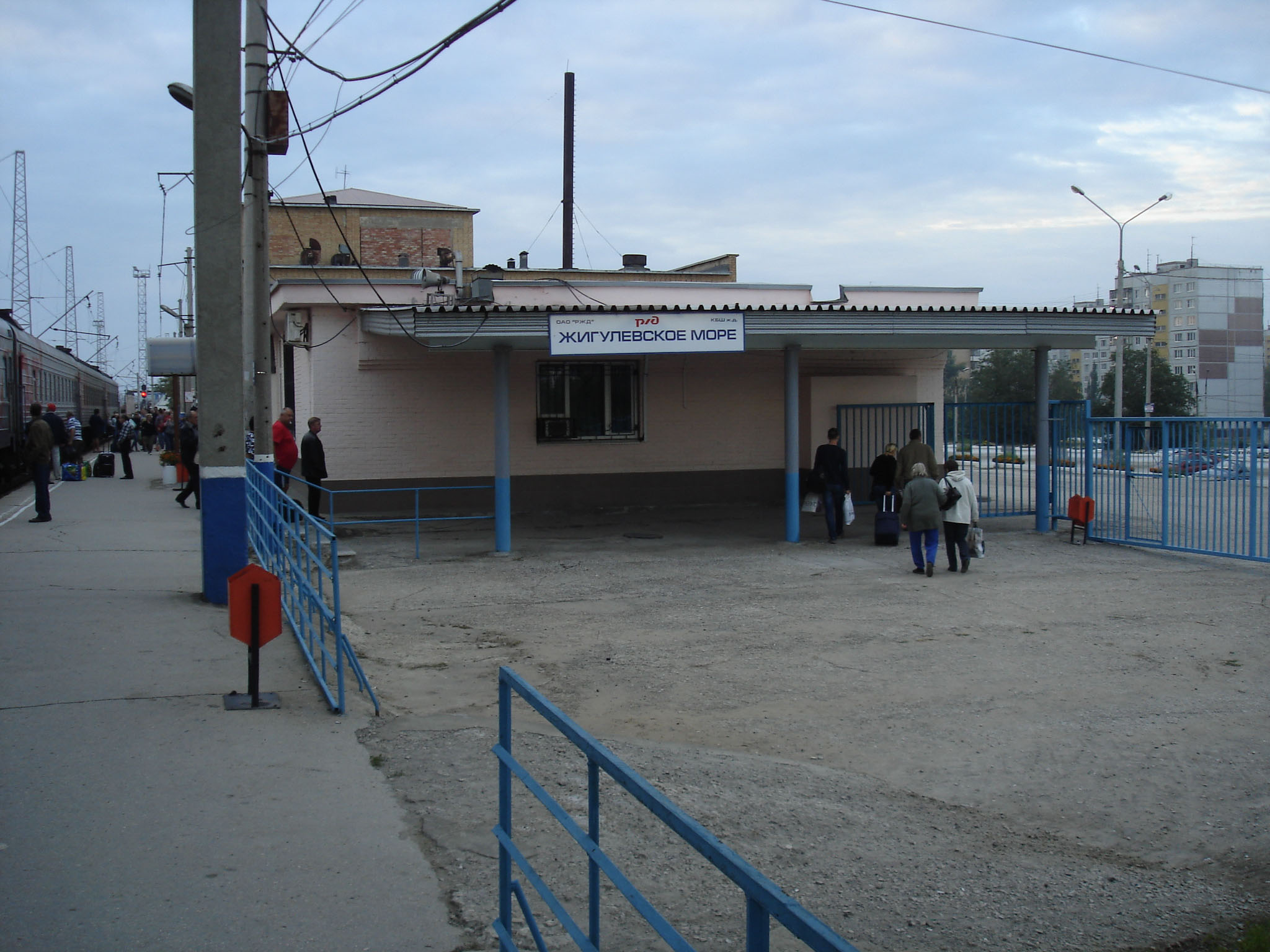
Перрон и вокзал